# Pterostylis longipetala
Pterostylis longipetala är en orkidéart som beskrevs av Herman Montague Rucker Rupp. Pterostylis longipetala ingår i släktet Pterostylis och familjen orkidéer. Inga underarter finns listade i Catalogue of Life.